# Auchenipterus
Auchenipterus es un género de peces de agua dulce de la familia Auchenipteridae y del orden de los Siluriformes. Por la forma de sus bocas, las especies que lo integran son denominadas popularmente bagres buzos o bagres hocicones. Se distribuye en los cursos fluviales del norte y centro de Sudamérica cálida, llegando por el sur hasta el Río de la Plata superior, en el centro-este de la Argentina y Uruguay. En las especies mayores la longitud total ronda los 27 cm.

## Distribución geográfica
Se distribuye en los cursos fluviales de Sudamérica cálida, desde la cuenca del río Magdalena, hasta el Río de la Plata superior, en el centro-este de la Argentina y Uruguay. Se hace presente en las cuencas del Amazonas, Orinoco, y del Plata, así como también en drenajes atlánticos de las Guayanas. Cuentan también con especies de este género Bolivia, Brasil, Colombia, Ecuador, Paraguay, Perú y Venezuela.

## Taxonomía
Este género fue descrito originalmente en el año 1840 por el zoólogo francés Achille Valenciennes.  
Especies
El género se subdivide en 11 especies:
- Auchenipterus ambyiacus Fowler, 1915
- Auchenipterus brachyurus (Cope, 1878)
- Auchenipterus brevior C. H. Eigenmann, 1912
- Auchenipterus britskii Ferraris & Vari, 1999
- Auchenipterus demerarae C. H. Eigenmann, 1912
- Auchenipterus dentatus Valenciennes, 1840
- Auchenipterus fordicei C. H. Eigenmann & R. S. Eigenmann, 1888
- Auchenipterus menezesi Ferraris & Vari, 1999
- Auchenipterus nigripinnis (Boulenger, 1895)
- Auchenipterus nuchalis (Spix & Agassiz, 1829)
- Auchenipterus osteomystax (A. Miranda-Ribeiro, 1918)

## Importancia económica y cultural
Algunas especies de este género son escasamente empleadas como peces de acuario. En algunas regiones son lo suficientemente abundantes como para ser comercialmente importantes. Se pescan deportivamente, aunque sin una búsqueda específica, sólo dentro de la modalidad «variada».